# Paralaemocoris
Paralaemocoris is een geslacht van wantsen uit de familie van de Miridae (Blindwantsen). Het geslacht werd voor het eerst wetenschappelijk beschreven door Linnavuori in 1964.

## Soorten
Het genus bevat de volgende soorten:

- Paralaemocoris ahngeri (Reuter, 1901)
- Paralaemocoris anabasus Linnavuori, 1984
- Paralaemocoris linnavuorii Kerzhner, 1970
- Paralaemocoris strigifrons (Reuter, 1895)